# Polythyron

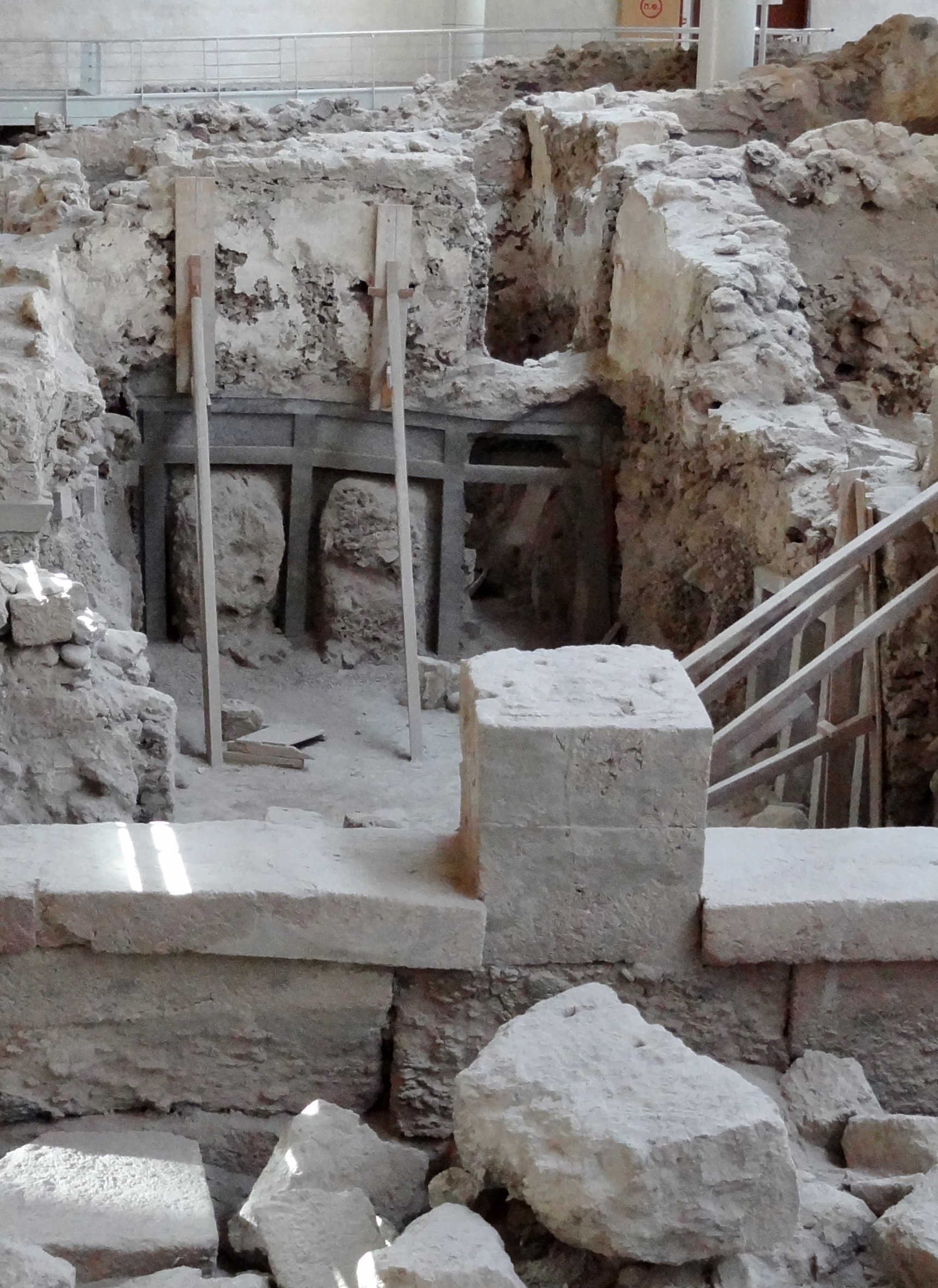
Rekonstruiertes Polythyron in der Ausgrabung von Akrotiri, Santorin

Als Polythyron (griechisch: „Vieltürer“) wird in der architekturgeschichtlichen Forschung ein architektonisches Element aus der Minoischen Kultur der griechischen Bronzezeit bezeichnet. Innenwände von größeren Gebäuden waren als Reihen deckenhoher, doppelflügeliger Türen zwischen Holzpfeilern ausgeführt. So konnten zwei oder mehr Räume miteinander verbunden werden, indem man eine oder alle Türen öffnete. 
Polythyra wurden zuerst von Arthur Evans bei der Ausgrabung des Palastes von Knossos auf Kreta gefunden. Weitere wurden in anderen minoischen Bauten auf Kreta, darunter die bislang ältesten Funde in Monastiraki und in der minoisch beeinflussten Stadt Akrotiri auf der Kykladeninsel Santorin gefunden. 
In der „Halle der Doppeläxte“ im Palast von Knossos wurden drei Wände in Form von Polythyra mit zusammen elf Türen rekonstruiert, in Akrotiri hat das Gebäude „Xeste 4“ ebenfalls einen Raum mit drei als Polythyra ausgeführten Wänden. Diese Gebäudeteile werden als Orte öffentlicher oder halböffentlicher Veranstaltungen gedeutet.